# سفارة الأردن لدى اليونان
سفارة الأردن لدى اليونان هي البعثة الدبلوماسية للمملكة الأردنية الهاشمية لدى جمهورية اليونان، وتقع بالعاصمة أثينا.